# Miguel Loayza
Pour les articles homonymes, voir Loayza et Rios.
Miguel Ángel Loayza Ríos, plus connu comme Miguel Loayza (Iquitos, 21 juin 1940 – Buenos Aires, 19 octobre 2017) est un footballeur international péruvien. Il jouait au poste de milieu de terrain.

## Biographie
Miguel Loayza fait ses débuts au sein du Ciclista Lima, démontrant tout de suite ses grandes qualités balle au pied. Les supporters l'appellent affectueusement "Miguelito" en raison de son habileté, charisme et jeunesse. Sa réputation traverse vite les frontières et dès 1959 il est recruté par le FC Barcelone. Comme d'autres grands joueurs sud-américains de l'époque, Loayza ne s'adapte ni au football, ni au mode de vie européens. Loayza n'est âgé que de 20 ans et les titulaires à son poste sont deux piliers du FC Barcelone tels que Laszlo Kubala et Sándor Kocsis. Il ne joue que deux matchs officiels (de Coupe d'Espagne) avec le club catalan.
En 1961, il débarque dans le football argentin avec Boca Juniors. Après un excellent début, il passe par des hauts et des bas qui le conduisent à être remplaçant. Tout le monde s'accorde à reconnaître sa grande habileté mais on critique le fait qu'il ne joue pas pour l'équipe et son individualisme excessif.
Loayza joue ensuite avec Rosario Central puis il signe avec Club Atlético Huracán en 1965. Il fait une bonne saison, ce qui lui permet d'être transféré au River Plate où il s'adapte bien au jeu de l'équipe formant une excellente attaque avec Luis Cubilla, Luis Artime, Ermindo Onega et "Pinino" Más. Il inscrit sept buts lors de la Copa Libertadores de 1966 et il joue la finale perdue face à Peñarol.  
Il retourne jouer au Parque de los Patricios (le stade d'Huracán) en 1967 et 1968. À cette époque, Miguel Loayza est surnommé El Maestrito (le « Petit maître ») en raison de son habileté balle au pied. Il devient la star de l'équipe et démontre tout son talent en jouant 75 matchs et marquant 31 buts. Il devient la référence pour deux jeunes joueurs qui vont peu après devenir des piliers du club d'Huracán : Miguel Brindisi et Carlos Babington.
En 1969, Loayza part jouer en Colombie où il remporte les championnats de 1969 et 1970 avec le Deportivo Cali. Il devient une idole et est surnommé El Mago (« le Magicien »). En 1970, il mène Cali jusqu'en demi-finale de la Copa Libertadores en marquant huit buts en 10 matchs. Les commentateurs le considèrent comme le meilleur joueur de l'histoire du Deportivo Cali et comme un des meilleurs étrangers à avoir joué en Colombie.
"Miguelito" Loayza a été un des meilleurs joueurs du football sud-américain mais certains connaisseurs considèrent que son manque de discipline et son penchant pour l'alcool l'ont empêché de devenir encore meilleur[réf. nécessaire].
Il meurt le 19 octobre 2017, à l'âge de 77 ans, à Buenos Aires en Argentine.

### Équipe nationale
International péruvien, Miguel Loayza participe au Championnat sud-américain de 1959 qui voit le Pérou se hisser à la 4e place. Il y marque cinq buts en six matchs. 
Le 18 mai 1959, il réalise un match mémorable à l'occasion de la victoire du Pérou sur l'Angleterre de Bobby Charlton, Jimmy Greaves et Johnny Haynes sur le score de 4 buts à 1. 
Néanmoins, Loayza ne joue que sept matchs avec La Blanquirroja. Des divergences avec les dirigeants du football péruvien font qu'il ne joue plus avec son pays après 1959.

#### Buts en sélection
| Buts en sélection de Miguel Loayza | Buts en sélection de Miguel Loayza | Buts en sélection de Miguel Loayza         | Buts en sélection de Miguel Loayza | Buts en sélection de Miguel Loayza | Buts en sélection de Miguel Loayza | Buts en sélection de Miguel Loayza |
|                                    | Date                               | Lieu                                       | Adversaire                         | Score                              | Résultat                           | Compétition                        |
| ---------------------------------- | ---------------------------------- | ------------------------------------------ | ---------------------------------- | ---------------------------------- | ---------------------------------- | ---------------------------------- |
| 1.                                 | 14 mars 1959                       | Stade Monumental, Buenos Aires (Argentine) | Uruguay                            | 1-1                                | 5-3                                | Champ. sud-am. 1959                |
| 2.                                 | 14 mars 1959                       | Stade Monumental, Buenos Aires (Argentine) | Uruguay                            | 2-1                                | 5-3                                | Champ. sud-am. 1959                |
| 3.                                 | 14 mars 1959                       | Stade Monumental, Buenos Aires (Argentine) | Uruguay                            | 4-2                                | 5-3                                | Champ. sud-am. 1959                |
| 4.                                 | 18 mars 1959                       | Stade Monumental, Buenos Aires (Argentine) | Argentine                          | 1-2                                | 1-3                                | Champ. sud-am. 1959                |
| 5.                                 | 21 mars 1959                       | Stade Monumental, Buenos Aires (Argentine) | Chili                              | 1-0                                | 1-1                                | Champ. sud-am. 1959                |

NB : Les scores sont affichés sans tenir compte du sens conventionnel en cas de match à l'extérieur (Pérou-Adversaire).

## Palmarès
| Boca Juniors - Championnat d'Argentine (1) : - Champion : 1962. |  | Deportivo Cali - Championnat de Colombie (2) : - Champion : 1969 et 1970. |